# Суковатка
Суковатка — покинутая деревня в Череповецком районе Вологодской области.
Входит в состав Югского сельского поселения (с 1 января 2006 года по 8 апреля 2009 года входила в Мусорское сельское поселение), с точки зрения административно-территориального деления — в Телепшинский сельсовет.
Расстояние до районного центра Череповца по автодороге — 96 км, до центра муниципального образования Нового Домозерова по прямой — 50 км. Ближайшие населённые пункты — Избная, Гурлево, Зиновка.
По переписи 2002 года население — 1 человек.